# İbrahim Halil Yaşar
İbrahim Halil Yaşar (* 21. Januar 1994 in Gaziantep) ist ein türkischer Fußballspieler, der für Gaziantepspor spielt.

## Karriere
Yaşar begann mit dem Vereinsfußball in der Jugend von Gaziantepspor. Auf Wunsch des Trainers Hikmet Karaman wurde er im April 2012 zusammen mit einigen anderen jungen Spielern wie İhsan Yelis und  Tufan Kelleci mit einem Profivertrag versehen. Obwohl er weiterhin schwerpunktmäßig für die Reservemannschaft aktiv war, wurde er am Training der Profis beteiligt und saß bei einigen Partien der Profis auf der Ersatzbank. Nach Saisonende der Spielzeit 2011/12 wurde für die Mannschaften, die die Tabellenplätze 9 bis 18 belegten, der Spor Toto Pokal veranstaltet. Wie die meisten Vereine auch, setzte Gaziantepspor überwiegend junge Spieler bei diesem Turnier ein. Yaşar kam bei einer Partie zum Einsatz und gewann mit seinem Team diese Trophäe.
Am 18. Spieltag der Spielzeit 2012/13 absolvierte er bei der Partie gegen Sivasspor sein erstes Ligaspiel.
Nachdem er für die Saison 2013/14 an Erzincan Refahiyespor ausgeliehen wurde, lieh ihn sein Klub für die Saison 2014/15 an Bayburt Grup İl Özel İdare GSK aus.

## Erfolge
Mit Gaziantepspor
- Spor-Toto-Pokalsieger: 2012